# Zygodon tenerrimus
Zygodon tenerrimus là một loài rêu trong họ Orthotrichaceae. Loài này được (Müll. Hal.) Müll. Hal. mô tả khoa học đầu tiên năm 1849.